# Gara Copșa Mică
Gara Copșa Mică este o stație de cale ferată care deservește orașul Copșa Mică, județul Sibiu, România.